# Svet Vlade Republike Slovenije za odprta vprašanja s Katoliško cerkvijo
Svet Vlade Republike Slovenije za odprta vprašanja s Katoliško cerkvijo je bil na podlagi 21. člena Zakona o vladi ustanovljen 19. maja 2021.

## Člani

#### 14. vlada Republike Slovenije
- Predsednik: Igor Senčar
- Podpredsednica: Katja Triller Vrtovec
- Člani: Vinko Gorenak, Stanislav Raščan, Cveto Uršič, Tadej Strehovec, Andrej Naglič, Sebastijan Valentan, Matej Pavlič